# Entalophora idmoneoides
Entalophora idmoneoides is een mosdiertjessoort uit de familie van de Entalophoridae. De wetenschappelijke naam van de soort is voor het eerst geldig gepubliceerd in 1903 door Calvet.